# Toddbrook Reservoir
Das Toddbrook Reservoir ist ein Stausee in England im Peak District. Die Talsperre wurde 1840 angelegt, um den Peak Forest Canal, den Ashton Canal und den Macclesfield Canal mit Wasser zu versorgen.

## Beschreibung
Der Stausee liegt in Derbyshire im Verwaltungsbezirk High Peak, nahe der Kleinstadt Whaley Bridge. Er wird vom Flüsschen Todd Brook gespeist, das auch den Abfluss des Stausees bildet und etwa 100 Meter unter dem Staudamm in den River Goyt mündet. Der Todd Brook kann von einem Verzweigungsbauwerk am oberen Ende des Speichersees in einem künstlichen Umgehungskanal am linken Ufer des Sees vorbeigeleitet werden, um beispielsweise den See von Hochwasserzufluss entlasten zu können. Im Bereich westlich der Sperre befand sich ursprünglich als einzige Möglichkeit zur Hochwasserentlastung eine Überlaufschwelle, die in den Umgehungskanal mündete. 
Der Staudamm besteht aus einer Mischung von Geschiebelehm mit Sand und Kies. Dieses Material wurde vor Ort im Stauraum gewonnen. Der Kern des Damms besteht aus wasserundurchlässigem Ton, der an der Basis etwa 4,8 Meter breit ist und sich zur Dammkrone hin auf 3,3 Meter verjüngt.
Heute wird der See neben seiner ursprünglichen Aufgabe als Wasserreservoir auch für Freizeitaktivitäten wie Segeln und Angeln genutzt.

## Naturschutzgebiet
Der Stausee nimmt in Trockenzeiten an Umfang ab und legt große Schlammflächen frei. Während des Winters staut er üblicherweise wieder zur Gänze an. Dadurch bietet das Gebiet periodisch Lebensraum für kurzlebige Moose wie Pseudephemerum nitidum, Physcomitrella patens, Riccia sorocarpa, Blasia pusilla und das seltene Physcomitrium sphaericum. Das Gebiet des Stausees ist Brutgebiet für etwa 30 verschiedene Vogelarten wie Haubentaucher und Stockenten und wird von anderen Wasservögeln wie Krickenten und Tafelenten als Futterplatz und Überwinterungsgebiet genutzt. Daher wurde das Gebiet des Stausees als Site of Special Scientific Interest unter Schutz gestellt.

## Geschichte
Zwei Versuche, 150 bzw. 250 Meter stromaufwärts einen Staudamm zu errichten, scheiterten 1835 und 1837 wegen ungünstiger Bodenverhältnisse und wegen Bergbauaktivitäten. 1840 wurde der heute bestehende Damm fertiggestellt. Seit 1880 gibt es Berichte über Wassereintritte aus dem Stausee in Grubengebäude des Steinkohlenbergbaus in der Gegend.

### Sickerwasser
1930 wurde am Fuß des Damms auslaufendes Wasser beobachtet. Bei der Suche nach der Ursache wurde 1931 auf der Wasserseite des Damms eine Eintiefung entdeckt und aufgefüllt.
Im November 1975 wurde bei niedrigem Wasserstand die 1931 aufgetretene Vertiefung im Damm erneut beobachtet. Bis Herbst 1977 hatte sie sich gegenüber 1975 nochmals um 12 Zentimeter vertieft. Das Reservoir wurde daraufhin entleert und am Dammfuß eine kraterförmige Vertiefung von vier Metern Durchmesser gefunden. Weitere Untersuchungen entdeckten schließlich 1981 unter dem Damm einen gemauerten, 1,2 Meter breiten Durchlass. Er hatte vermutlich während der Errichtung als Wasserhaltung gedient und stellte nun einen vorgezeichneten Sickerweg dar. Die Stelle wurde abgedichtet, 1983 war der Stausee wieder voll gestaut.

### Überlaufschäden
Im Dezember 1964 lag der Wasserspiegel infolge starker Niederschläge drei Tage lang über der damaligen seitlichen Überlaufschwelle des Kanals für die Hochwasserentlastung. Dabei kam es zu Schäden am Überlaufkanal, Teile der seitlichen Mauern brachen weg und es kam zu Erosion an der Dammböschung. Als Konsequenz wurde die Hochwasserentlastung 1969–1970 um ein 76 Meter breites Überfallwehr aus Beton auf der Dammkrone erweitert, dessen Überlaufschwelle 26 Zentimeter über der des ersten Überlaufkanals lag.

### Wartungsarbeiten
Im Jahr 2010 wurde der Stauraum erneut entleert, um Einlassrohre und Schieber für die Wasserversorgung des Peak Forest Canals zu überholen und Reparaturarbeiten am Damm vorzunehmen. Anfang 2011 wurde der Stausee wieder angestaut.

### Dammschaden 2019
Nach starken Regenfällen ab 27. Juli 2019 im Zuge der zweiten Europa-Hitzewelle des Jahres sprang am 31. Juli das Überfallwehr an. Am Morgen des 1. August stürzte eine Betonplatte des Überlaufgerinnes in einen Hohlraum, der sich unterhalb im weicheren Dammmaterial gebildet hatte. Im Laufe des Tages lösten sich weitere Betonplatten, das überlaufende Wasser spülte weiteres Material heraus. Da ein Dammbruch befürchtet werden musste, wurden 400 davon potentiell bedrohte Häuser evakuiert. Mit einem Chinook-Hubschrauber der Royal Air Force wurden die erodierten Stellen des Damms durch Bigbags mit einer Mischung aus Sand, Kies und Schotter verstärkt. Auf ähnliche Weise wurde der Zulauf an der Mündung des Todd Brook in den Speicher blockiert und das Wasser im bestehenden Umgehungsgerinne um den Stausee herumgeleitet.
Der Wasserstand wurde in den folgenden Tagen von Feuerwehren mit Hochleistungspumpen um über neun Meter gesenkt. Am Nachmittag des 7. August konnten die etwa 1500 von der Evakuierung betroffenen Menschen wieder in ihre Häuser zurückkehren.
Eine Untersuchung des Vorfalls durch unabhängige Experten ergab, dass das Überfallwehr für ein anzunehmendes maximales Hochwasser nicht ausreichend konzipiert war. Wartungsmängel ließen über die Jahre Wasser unter die Betonplatten des Gerinnes sickern und Material auswaschen. Die Kombination dieser Faktoren war schließlich ausschlaggebend für die Zerstörung der Überlaufrinne.
Als Sofortmaßnahmen wurde 2020 das gemauerte Verzweigungsbauwerk am Seezulauf mit Gabionen verstärkt. Die Überlaufschwelle an der Dammkrone wurde mit einer neuen Betonschwelle versehen, die in den Dichtkern des Dammes einbindet, um weitere Unterspülungen zu verhindern. Die neue Betonschwelle erhielt einen abgesenkten Bereich in der Mitte, um bei einem Entlastungsereignis das überlaufende Wasser von den zerstörten Bereichen der Betonplatten fernzuhalten. Trotz der auf einem Ponton im Stauraum installierten Wasserhaltungspumpen muss der Überlauf für Extremwetterereignisse vorerst funktionsfähig bleiben.

### Umgestaltung ab 2022
Nach einer Bestandsaufnahme werden die Einrichtungen zur Hochwasserentlastung grundlegend umgebaut, wovon auch das Umfeld der Talsperre betroffen ist; der kleine Sportboothafen mit Slipanlage des örtlichen Segelclubs wurde verlegt und das Gelände des Memorial Parks am luftseitigen Dammfuß umgestaltet.
Die neue Hochwasserentlastung wird seitlich abgewinkelt am orographisch linken Ende des bestehenden Dammes in Form einer pfahlgegründeten Stahlbetonkaskade neu gebaut, nachdem die dort befindlichen Anlagen des Segelclubs nach Südwesten verlegt wurden. Das neue Becken, in das die Hochwasserentlastung seitlich mündet, nimmt auch den bestehenden Umgehungskanal des Todd Brook auf, der am linken Ufer des Staubeckens verläuft. Das Tumble Bay genannte Becken unterhalb der Überlaufschwelle geht in ein neues, groß dimensioniertes Beton-Schussgerinne über, das in einem Rechtsbogen in die Nähe des Bereiches am Dammfuß führt, in dem der bisherige Überlauf über die Wehrkrone endete. Dort befinden sich ein Tosbecken und Störbauwerke zur Energiedissipation des überlaufenden Wassers in der Schussrinne, das ein kurzes Stück durch ein naturnahes Gerinne durch den Memorial Park fließt und an der ursprünglichen Stelle in den River Goyt mündet.
Diese neue und wesentlich leistungsfähigere seitliche Hochwasserentlastung macht nach ihrer Fertigstellung das alte Überfallwehr auf der Dammkrone entbehrlich. Der havarierte, betonierte Ablauf auf der Luftseite der Sperre wird dann zurückgebaut und begrünt. Die bestehende Dammkrone wird dann geringfügig erhöht, um ein künftiges Überströmen zu verhindern. Ebenso wird das alte Umgehungsgerinne des Todd Brook unterhalb des Dammes zurückgebaut, nachdem der Kanal an die neue Tumble Bay angebunden wurde. Nach Abschluss der Bauarbeiten soll im Winter 2025/26 der See wieder eingestaut werden.

## Belege
1. ↑  What's the history of the damaged Toddbrook Reservoir threatening Whaley Bridge? In: itv.com. 1. August 2019, abgerufen am 2. August 2019 (englisch).
2. 1 2  J. Andrew Charles, Paul Tedd, Alan Warren: Delivering benefits through evidence. Lessons from historical dam incidents. Hrsg.: Environment Agency. Bristol 2011, ISBN 978-1-84911-232-1, S. 124 f., 140 (Online auf gov.uk.).
3. 1 2 3 4 5 6  David Balmforth: Toddbrook Reservoir: Independent Review Report. (PDF; 7,68 MB) In: service.gov.uk. 10. Februar 2020, abgerufen am 5. Juli 2020 (englisch).
4. ↑  Ian Littlechilds, Phil Page: From Bugsworth to Manchester: A History of the Limestone Trail. Amberley Publishing Limited, 2015, ISBN 978-1-4456-4060-0 (eingeschränkte Vorschau in der Google-Buchsuche).
5. ↑  1001257: Site Notified to the Secretary of State on the 20 October 1986. In: naturalengland.org.uk. Abgerufen am 2. August 2019 (englisch; PDF; 4,3 kB).
6. ↑  Peter J Whitehead: The Reservoirs of the Peak Forest Canal - a Timeline. In: bugsworthbasin.org. Abgerufen am 25. September 2019 (englisch).
7. ↑  Toddbrook Reservoir refilling to start in new year. In: whaleybridge.com. 5. Januar 2011, abgerufen am 2. August 2019.
8. ↑  Whaley Bridge dam collapse: RAF Chinook brought in. In: bbc.com. 2. August 2019, abgerufen am 2. August 2019 (englisch).
9. ↑  Peak District town evacuated as dam threatens to burst. In: theguardian.com. 2. August 2019, abgerufen am 2. August 2019 (englisch).
10. ↑  Nazia Parveen: Whaley Bridge residents refusing to evacuate put lives at risk, says police chief. In: theguardian.com. 4. August 2019, abgerufen am 5. August 2019 (englisch).
11. ↑  Whaley Bridge dam: Residents wait to hear if they can return. In: bbc.com. 7. August 2019, abgerufen am 7. August 2019 (englisch).
12. ↑  Whaley Bridge dam: Evacuated residents can return home. In: bbc.com. 7. August 2019, abgerufen am 7. August 2019 (englisch).
13. ↑  Wasser abgepumpt – Dammbruch verhindert. tagesschau.de, 7. August 2019, abgerufen am 16. Juli 2020.
14. ↑  Caroline Lowbridge: Whaley Bridge reservoir collapse: Lack of maintenance 'exacerbated' problem. In: bbc.com. 16. März 2020, abgerufen am 5. Juli 2020 (englisch).
15. ↑  Restoring Toddbrook Reservoir, fortgeschriebene Informationsseite des Canal & River Trust, abgerufen am 3. August 2024
16. ↑  Thames Menteth: Toddbrook Reservoir project hits key piling milestone In: Ground Engineering, 3. Mai 2023, abgerufen am 27. Juli 2024 (englisch).
17. ↑  Rob Hakimian: Toddbrook Reservoir restoration enters next phase with construction of new spillway In: New Civil Engineer – Group Subscriptions, 5. Juni 2024, abgerufen am 27. Juli 2024 (englisch).